# オペル・クロスランド
クロスランドX、クロスランド (Crossland X、Crossland) は、ドイツの自動車メーカーオペル（イギリスではボクスホール）が製造・販売していたBセグメントクロスオーバーSUVである。BセグメントMPVのメリーバの後継車種となる。

## 概要
2012年2月にゼネラルモーターズ (GM) はPSA・プジョー・シトロエン（のちのグループPSA、現・ステランティス）と資本業務提携を結んだが、翌2013年12月に資本提携を解消し、業務提携も縮小した。PSAとの協業に関してオペル/ボクスホールのカール=トーマス・ノイマンCEOは2014年にMPVのメリーバとザフィーラの後継車種、および新型商用車にPSAのエンジンとプラットフォームを活用する意向を示した。
2016年11月7日、オペルはメリーバに代わるBセグメントクロスオーバーの車名を「クロスランドX」とすることを発表した。（なお、11月17日には同じくPSAとの提携に基づき開発されたCセグメントクロスオーバーの車名が「グランドランドX」となることが発表されている。）クロスランドXは2017年1月18日に概要が発表され、3月のジュネーヴモーターショーで世界初公開されたが、皮肉なことにPSAがGMからオペル/ボクスホールを買収することを発表した直後のタイミングでの公開となった。
クロスランドXはプジョー・2008などで使用されているPSAのPF1プラットフォームをベースに開発された。
オペル/ボクスホールには同じセグメントにGM・ガンマⅡプラットフォームベースのモッカXも存在するが、クロスランドXの方が外寸がわずかに小さく逆に室内空間は広いほか、プジョー・2008同様にAWDの設定がなくFWDのみとなるという違いが存在する。
クロスランドXは2017年5月2日からオペルのサラゴサ工場で生産が開始された。（併せて、コルサの次期モデルもPSAのアーキテクチャーをベースに開発されることも発表されている。）
2020年、オペルの新デザイン言語である「OPEL VISOR（オペル・バイザー）」を採用してフェイスリフトしたことを機に、車名から「X」が取れ、単に「クロスランド」と名乗るようになった。
2024年、生産終了。後継車種はフロンテラ。 